# Wijnruit
De wijnruit (Ruta graveolens) is een vaste plant die tot de wijnruitfamilie (Rutaceae) behoort. De wijnruit komt oorspronkelijk uit Zuidoost-Europa (Oekraïne, Albanië, Bulgarije, voormalig Joegoslavië) en komt nu in geheel Europa en Noord-Afrika voor. In Nederland en Vlaanderen is het een na 2000 hier en daar inburgerende exoot. 
De plant wordt ook als sierplant in tuinen gebruikt, vanwege de blauwgrijsachtige bladeren. Omdat de plant fototoxisch is, kan na contact met de plant bij zonnig weer huidirritatie en in sommige gevallen extreme blaarvorming ontstaan.

## Beschrijving
De plant is een halfheester en wordt tot 1,2 m hoog. De stengel is aan de voet soms houtig. De bladeren zijn veerdelig en bestaan uit spatelvormige deelblaadjes. Als het blad tegen het licht wordt gehouden ziet men lichte naaldvormige vlekjes: de kliertjes die etherische olie bevatten.
De wijnruit bloeit in juli en augustus met viertallige, gele bloemen met uitzondering van de centrale bloem aan de top van de hoofdas die vijftallig is. De bloeiwijze is een tuil. Het aantal meeldraden in de bloem is 8, respectievelijk 10. Eerst rijpen alle meeldraden achtereenvolgens, waarbij ze rechtop gaan staan. Na ongeveer een dag buigt de meeldraad terug en rijpt de volgende meeldraad. Als de meeldraden alle weer teruggebogen zijn, rijpt de stamper en gaat de stijl uitgroeien. Mocht de kruisbestuiving (door insecten, zoals vliegen) uitblijven, dan strekken zich tegelijk alle meeldraden nog een keer, zodat eventueel nog zelfbestuiving kan optreden.
De vrucht is een ongeveer 1 cm grote, ronde doosvrucht.
De plant kan zeer goed tegen hitte en droogte.

## Inhoudsstoffen
De bladeren bevatten etherische olie met als hoofdbestanddeel 2-undecanon (methylnonylketon), een alifatisch keton, dat de specifieke reuk geeft en daarom ook wel wijnruitketon genoemd wordt. Daarnaast komen 2-nonanon en esters (2-nonylacetaat, 2-undecylacetaat, ook propionaat en isobutyraat) voor.
Op het bladoppervlak zitten furocoumarinen van het psoraleentype, dat als contactallergeen na blootstelling aan zonlicht of UV-A-licht huidirritatie en in sommige gevallen extreme blaarvorming kan veroorzaken.
Ook bevat wijnruit verschillende alkaloïden, zoals chinolinalkaloïde (chinolin-type: graveolinine, graveoline; furochinoline-type: skimmianine, dictamnine, γ-fagarine; acridon-type: arborinine; dihydrofuroacridine-type: rutacridon) en chinazoline-alkaloïde (arborine). De alkaloïden worden hoofdzakelijk in de wortels opgeslagen, maar komen ook in de bladeren voor. Sommige alkaloïden zijn giftig. Het acridon-alkaloïde heeft een mutagene werking. Van honden is bekend dat zij de plant wijnruit niet goed verdragen; zij lopen vaak in ruime afstand om deze plant heen.

## Toepassingen
Wijnruit werd vroeger voor medicinale doeleinden gebruikt en nu nog als kruid. De smaak is erg bitter. Bladeren en vruchten worden in Ethiopië in de keuken veel gebruikt evenals in Griekenland en andere landen rondom de Middellandse Zee. In het noorden van Italië wordt het vaak gebruikt om de grappa, een sterke drank, te aromatiseren met digestieve eigenschappen (grappa alla ruta).
Het is het "bittere kruid" uit het Oude Testament waarvan de smaak de Joden aan de ballingschap moet herinneren. De bladeren worden bijvoorbeeld toegepast bij eieren, kaas en vis en de vruchten bij patrijs. Omdat wijnruit vet verteerbaarder maakt, wordt het kruid wel bij gebraden gans, een vet en zwaar verteerbaar gerecht, geserveerd.
In Lucas 11:42 spreekt Jezus over "tienden van wijnruit en munt".
Wijnruit wordt gebruikt als middel om abortus op te wekken. Deze methode is niet zonder risico's.
De olie wordt in parfums gebruikt.
Wijnruit wordt verder ook in tuinen geplant om zo katten uit de tuin te weren. Wijnruit in een mand van poezen en honden zou vlooien en andere parasieten tegengaan.
Hippokrates maakt al melding van wijnruit. Het werd door de Grieken destijds als keukenkruid en magisch ingrediënt in tal van tovermiddeltjes gebruikt. Plinius (Naturalis historia LXX, cap. 51) vertelt dat de basilisk door de wijnruit verdreven wordt. De mythe van de basilisk dicht het kruid genezende kracht toe. Wezels zouden het gebruiken om zichzelf te genezen na een gevecht met een basilisk. Het kruid was volgens de Romeinen ook een tegengif: monnikskap, giftige paddenstoelen en slangengif zouden door wijnruit geneutraliseerd worden. De zeer bijgelovige Romeinen gebruikten de plant ook om weerwolven te verjagen en vloeken zoals het boze oog af te weren. De Romeinen hielden van scherpe smaken, de bittere overheersende smaak zou nu niet meer bevallen. De niet met Ruta verwante Syrische wijnruit (Peganum harmala) die al in de Oudheid gebruikt werd, heeft een psychedelische werking en wordt ook wel gebruikt om de werking van andere psychedelica te versterken.
Wijnruit was in de oudheid een bestanddeel van reukwater. In de middeleeuwen was het een vast bestanddeel van boeketten. Wie aan deze boeketten rook werd beschermd tegen het miasma, een vieze geur, waarvan men dacht dat het ziek zou maken.
In het Koninkrijk Saksen bestond van 1807 tot 1918 een Orde van de Rautenkrone (Orde van de Kroon van Wijnruit). De wijnruit is het symbool van het Saksische koningshuis der Wettiner. Wijnruit is de nationale bloem van Litouwen, de plant vertegenwoordigt in de ogen van de Balten "zuiverheid en maagdelijkheid".